# Groupe de NGC 2274
Le groupe de NGC 2274 comprend au moins quatre galaxies situées dans la constellation des Gémeaux. La distance moyenne entre ce groupe et la Voie lactée est d'environ 75,9 Mpc (∼248 millions d'al). 

## Membres
Le tableau ci-dessous liste les quatre galaxies du groupe indiquées dans l'article de A.M. Garcia paru en 1993.
| Nom      | Class.  | Type           | α (J2000.0)   | δ (J2000.0) | Vitesse radiale (km/s) | m     | Distance (Mpc) | Diamètre (kal) |
| -------- | ------- | -------------- | ------------- | ----------- | ---------------------- | ----- | -------------- | -------------- |
| NGC 2274 | E       | Elliptique     | 06h 47m 17.4s | 33° 34′ 02″ | 5032 ± 14              | 12,1  | 75,7 ± 5,3     | 168            |
| NGC 2275 | S?      | Spirale        | 06h 47m 17.9s | 33° 35′ 57″ | 4927 ± 20              | 13,2  | 74,1 ± 5,2     | 106            |
| NGC 2290 | (R)SAa? | Spirale        | 06h 50m 56.9s | 33° 26′ 15″ | 5043 ± 9               | 13,2  | 75,9 ± 5,3     | 127            |
| UGC 3537 | SBcd?   | Spirale barrée | 06h 46m 45.4s | 33° 37′ 09″ | 5184 ± 7               | 13,70 | 77,9 ± 5,5     | 85             |

Le site DeepskyLog permet de trouver aisément les constellations des galaxies mentionnées dans ce tableau ou si elles ne s'y trouvent pas, l'outil du site constellation permet de le faire à l'aide des coordonnées de la galaxie. Sauf indication contraire, les données proviennent du site NASA/IPAC.